# Odile Vuillemin
Odile Vuillemin (ur. 8 lipca 1976 w Châlons-en-Champagne, Francja) – francuska aktorka filmowa i telewizyjna. W Paryżu studiowała socjologię, psychologię i języki obce, ale postanowiła zostać aktorką.

## Wybrana filmografia
- 2013: Miłość i turbulencje – Caroline
- 2009: Profil – Chloé Saint-Laurent
- 2005: Bardzo długie zaręczyny